# チュラ・サッカラート
チュラ・サッカラート（タイ語：จุลศักราช）、ビルマ暦（ビルマれき）は、ミャンマーやタイで昔使われていた暦法の一つ。小暦とも言う。太陰太陽暦。
ミャンマーの高僧ブッパソーラハンが還俗し、638年3月21日に王に就いた時設置されたと民間に信じられている。

## タイ
タイではラーマ5世の1889年3月（タイ仏暦2431年）に廃止された。タイ仏暦-1181年。タイ語でチュラ・サッカラートจุลศักราชと言い、年代を表記する場合はジョー・ソーจ.ศ.と略す。年号の最後の数番号が0の時サムリッティソックสัมฤทธิศก、1の時エーカソックเอกศก、2の時トーソックโทศก、3の時トリーソックตรีศก、4の時ジャッタワーソックจัตวาศก、5の時ベンジャソックเบญจศก、6の時チャソックฉศก、7の時サプタソックสัปตศก、8の時アッタソックอัฐศก、9の時ノッパソックนพศกとして、年号の後に付ける興味深い表記法がある。最終的にビルマ暦1234年をタイ風に表したい場合จ.ศ.1234จัตวาศกと表記する。